# Arnaldo Faustini

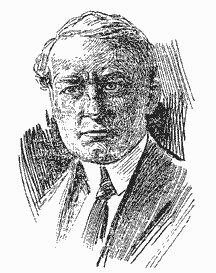
Arnaldo Faustini (Zeichnung)

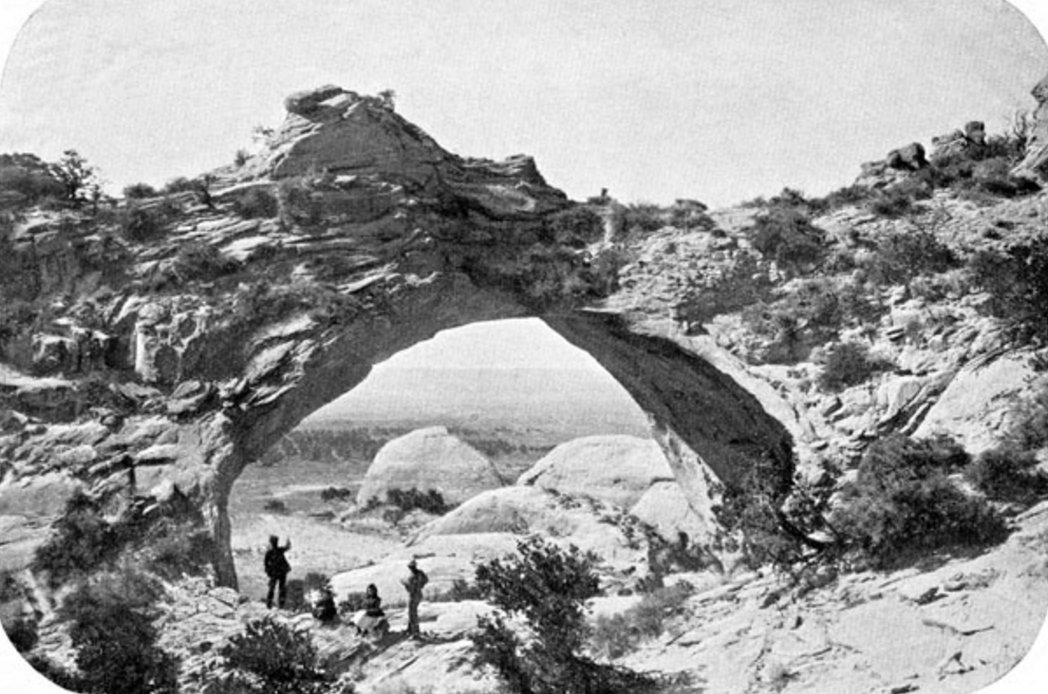
Ein Bild des Window Rock aus dem Catalogo Descrittivo di Ponti ed Archi Naturali (1918)

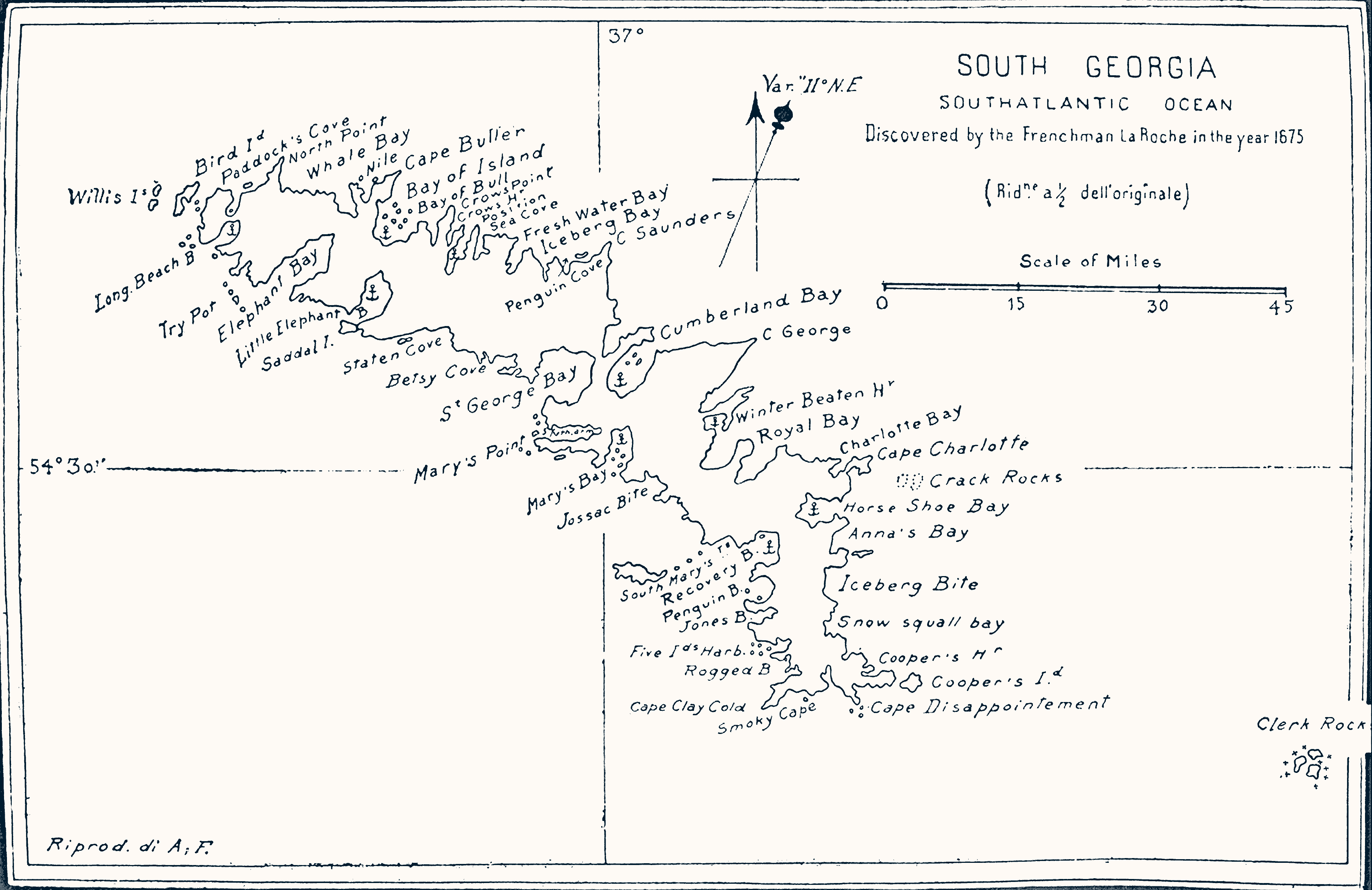
Landkartenzeichung Südgeorgiens (Faustini)

Arnaldo Faustini (* 13. November 1872 in Rom; † 7. Oktober 1944 in San Rafael, Kalifornien) war ein italienischer, auf die Polargebiete spezialisierter Kartograph, Geograph und Schriftsteller.

## Leben
Arnaldo Faustini wurde 1872 in Rom geboren, erlangte dort, an der Universität La Sapienza, im Alter von 21 Jahren seinen Doktortitel in Geographie und trat dort auch der Redaktion einer Tageszeitung als wissenschaftlicher Redakteur bei.
Er interessierte sich besonders für die Polargebiete, schrieb 19 Bücher und darüber hinaus zahlreiche Artikel über verschiedene Themen rund um die Pole.
Diese Leidenschaft erlaubte es ihm, berühmte Polarforscher wie Roald Amundsen, Ernest Shackleton, Robert Falcon Scott und Adrien de Gerlache persönlich kennenzulernen.
Von letzterem, dem Leiter der Belgica-Expedition (1897–1899), übersetzte er den ursprünglich auf Französisch geschriebenen Reisebericht ins Italienische und zeichnete dabei die Karte des von den Expeditionsmitgliedern erforschten Gebietes, wofür er von de Gerlache, als Zeichen der Dankbarkeit, die Flagge des Expeditionsschiffs Belgica erhielt.
Im Jahre 1915 wurde Faustini vom Polarforscher Adolphus Greely eingeladen, in den Vereinigten Staaten eine Vortragsreihe zu halten. Anlässlich eines Vortrags an der Columbia University traf er seine spätere Frau Amelia Del Colle.
Neben seinem Interesse für die Pole und für allgemeine Geographie interessierte er sich auch für Geomorphologie. Ein auf das Jahr 1918 zurückgehendes und unveröffentlicht gebliebenes Manuskript mit dem Titel Catalogo Descrittivo di Ponti ed Archi Naturali (das von Bogenfelsen handelt) bezeichnete er als sein Hauptwerk in physikalischer Geographie. Er sprach fließend Französisch, Englisch, Spanisch und Russisch und verstand Griechisch. Faustini starb am 7. Oktober 1944  in  San Rafael (Kalifornien).
1994 hat die International Astronomical Union den Mondkrater Faustini nach Arnaldo Faustini benannt. Die Bucht Faustini Cove an der Nordküste Südgeorgiens wurde ebenfalls nach ihm benannt.

## Werke
Es folgt eine Liste ausgewählter Bücher von Arnaldo Faustini (sämtlich auf Italienisch):
- 1902: Una questione artica
- 1908: Altre osservazioni sulle "Appearances of land" nella zona polare antartica
- 1908: Le Terre Polari. Sguardo generale alla loro storia e geografia dai tempi più lontani ad oggi (mit 176 Abbildungen und 2 farbigen Karten)
- 1909: Cook e Peary
- 1912: Luigi Amedeo di Savoia, duca degli Abruzzi (mi 4 Karten)
- 1912: Gli Eschimesi. La razza: gli usi e i costumi: folklore (mit 14 Illustrationen)
- 1920: Gli Esploratori. (mit 58 Illustrationen und 6 Karten)
- 1923: Le memorie dell'Ingegnere Andrée (dem Andenken des Polarforschers Salomon August Andrée (1854–1897) gewidmet)